# منتخب نيجيريا تحت 20 سنة لكرة القدم
منتخب نيجيريا تحت 20 سنة لكرة القدم (بالإنجليزية: Nigeria national under-20 football team)‏ هو ممثل نيجيريا الرسمي في المنافسات الدولية في كرة القدم في فئة كرة قدم تحت 20 سنة للرجال.